# Чеченская сигнальная система

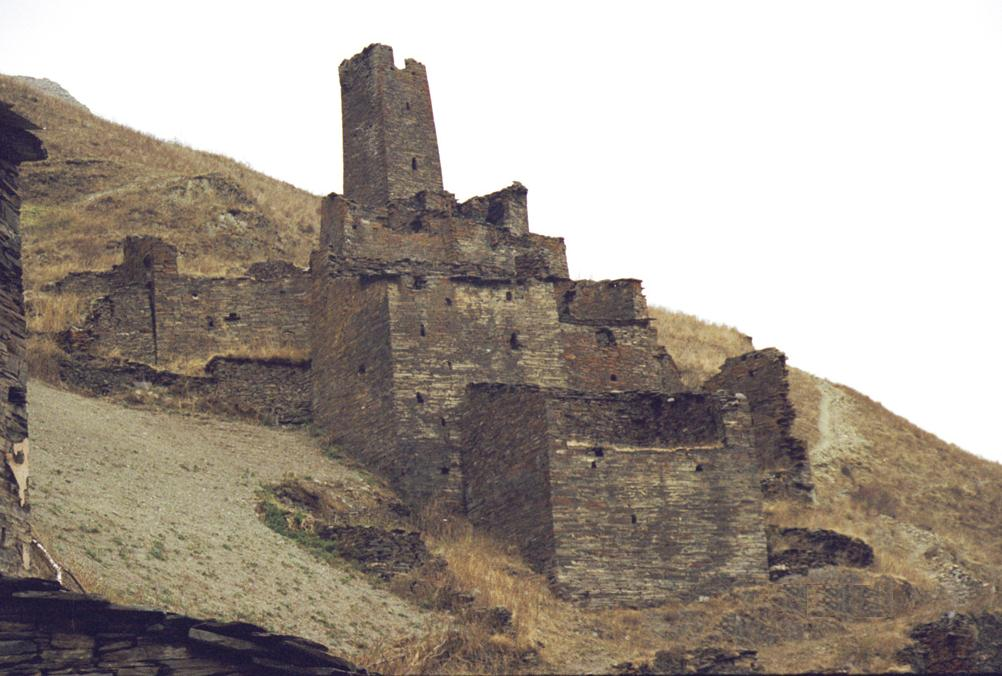
Пуога (сигнально-сторожевая башня)

Чеченская сигнальная система  — башенная оборонительная система раннего средневековья, представлявшая собой цепь сигнально-сторожевых башен. Сигнальная система построена для оповещения в случае нападения неприятеля и имела важное стратегическое значение.

## История
На протяжении долгого времени для передачи сообщений на большие расстояния не возводили специальных сооружений, а применяли возвышенные места, вершины гор, скалы, утёсы. Для передачи сигнала существовали разные знаковые системы, но наиболее общепринятой была передача сигналов с помощью дыма и огня. Позже, в эпоху ранних государственных образований, для передачи сигналов стали возводить специальные строения, деревянные вышки и башни.
В горах Чечни в IX—XIII веках существовала продуманная система извещения о появлении врага. На вершинах гор, в хорошей видимости друг от друга, были построены каменные сигнальные башни. При появлении в долине кочевников на вершине башен зажигались сигнальные костры, дым от которых предупреждал об опасности весь горный край. Сигналы эстафетой передавали от башни к башне. Дымящиеся башни означали тревогу, подготовку к обороне. Примерно через час после поступления первого сигнала о появлении противника с боевой башни предтеречья, в округе Нашха собирался Мехк-кхел военный совет, для принятия дальнейших действий.
Считается что боевые и сигнальные башни строились раннее чем жилые. Сторожевые башни строились у мостов, возле дорог, в тесных проходах в ущельях в целях их охраны в мирное же время они выполняли функцию таможни. Их строили с учетом того что между ними была визуальная связь. 
В XII—XV веках система была перестроена. Тогда же состоялось объединение разрозненных систем в единую сигнальную систему. Она охватывала почти всю Чечню от левобережья Терека до границы с Грузией.

## Описание

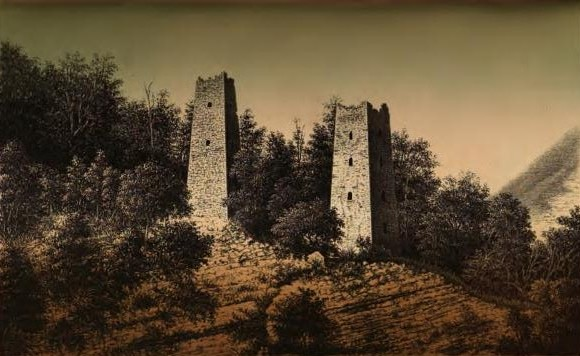
Шатойские сигнально-сторожевые башни

Крыша сигнальных башен была плоской, нередко с зубцами по углам. Согласно Н. С. Иваненкову каждая сигнальная башня имела вверху одну маленькую дверь и перед нею площадку из плиты песчаника, служившую для зажигания сигнального огня из дров, в случае нападения неприятеля или предостережении о близком нападении. Строили сигнальные башни, находившиеся в окрестностях селений, местные жители, которые в дальнейшем были обязаны следить за их состоянием. Они регулярно выделяли несколько человек для несения сторожевой службы. В случае опасности сигнал днём передавали с помощью дыма, ночью — с помощью огня.

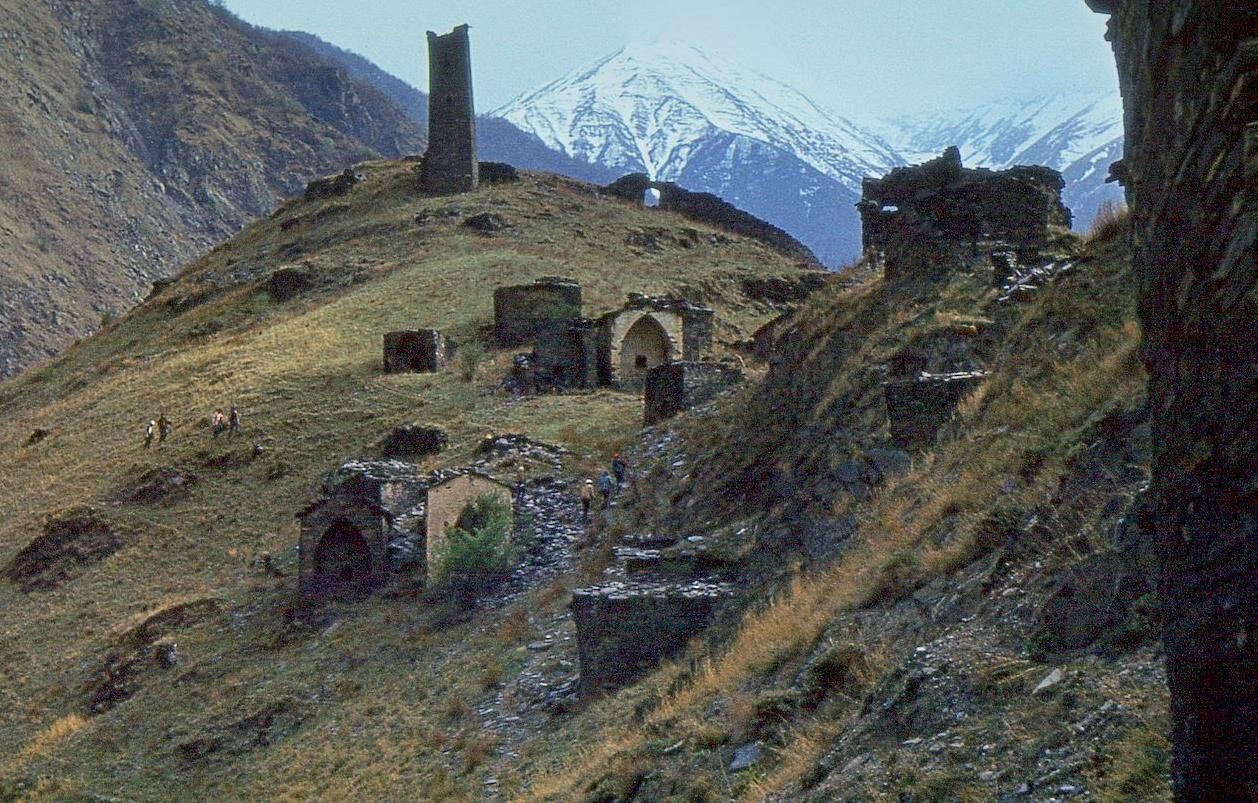
Цой-Педе сигнально-сторожевая башня

Чеченская сигнальная система существовала до начала XIX века. Значительная часть башен, входивших в систему, была разрушена во время Кавказской войны. Часть элементов этой системы сохранилось до сих пор.
Есть сведения о сторожевой и сигнальной башнях на хребте в районе Ханкалы. У входа в Аргунское ущелье в середине XIX века стояли две сигнальные башни. Во второй половине XIX века они были разобраны российскими войсками при возведении крепости Воздвиженской. Далее, согласно А. П. Берже, башни стояли на каждой версте. Некоторые башни были разобраны жителями близлежащих селений для строительства собственных домов. Также сигнальные башни пострадали при землетрясении в конце XVIII века.
Значительная часть сигнальной системы сохранилась в верховьях Аргуна. Так входившая в её состав Шатоевская башня была реставрирована в конце 1980-х годов. Шатойская башня находится в пределах прямой видимости с Нихалойской, а та — с Башенкалинской башней. Шатоевская башня также входила в цепочку Шатоевская — Гучан-калинская башня — Чиннахойская — сигнальная башня у въезда в Итум-Кали — Пакочский замковый комплекс — Бекхайлинская крепость. Две последние осуществляли связь с боковыми ущельями. Башни селения Дёре были связаны с Эткалинской и Хаскалинской  башнями и  боевой башней села Хелды, с Бекхайлинской крепостью, замком Басхой и башнями Дишни-мохк. Последние также находились в прямой видимости с Хачароевской боевой башней и башнями боковых ущелий.
Сохранились руины сигнальной башни в окрестностях селения Курчалой, с которой были связаны визуально башни на вершине Качкалыковского хребта и на гребне у старой дороги из Курчалоя в Исти-су. Существование элементов этой системы в Притеречье подтверждает сохранившимися основаниями сигнальных башен в Ташкале и на Терском хребте.